# Valrose et la cité des aveugles

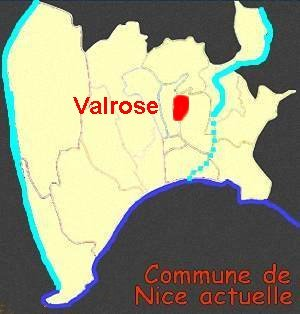
Situation schématique du quartier dans la ville de Nice.

Le quartier de Valrose est un quartier de Nice proche de l'avenue Borriglione. Blotti en partie haute dans un vallon entre la colline de Cimiez et Brancolar, il s'étend le long de l'avenue Valrose jusqu'à l'école Fuon Cauda.
Administrativement, le quartier ne fait pas partie des 41 quartiers de Nice. Il se trouve à cheval sur les quartiers de Rimiez, Saint-Maurice, Libération et Cimiez.

## Description

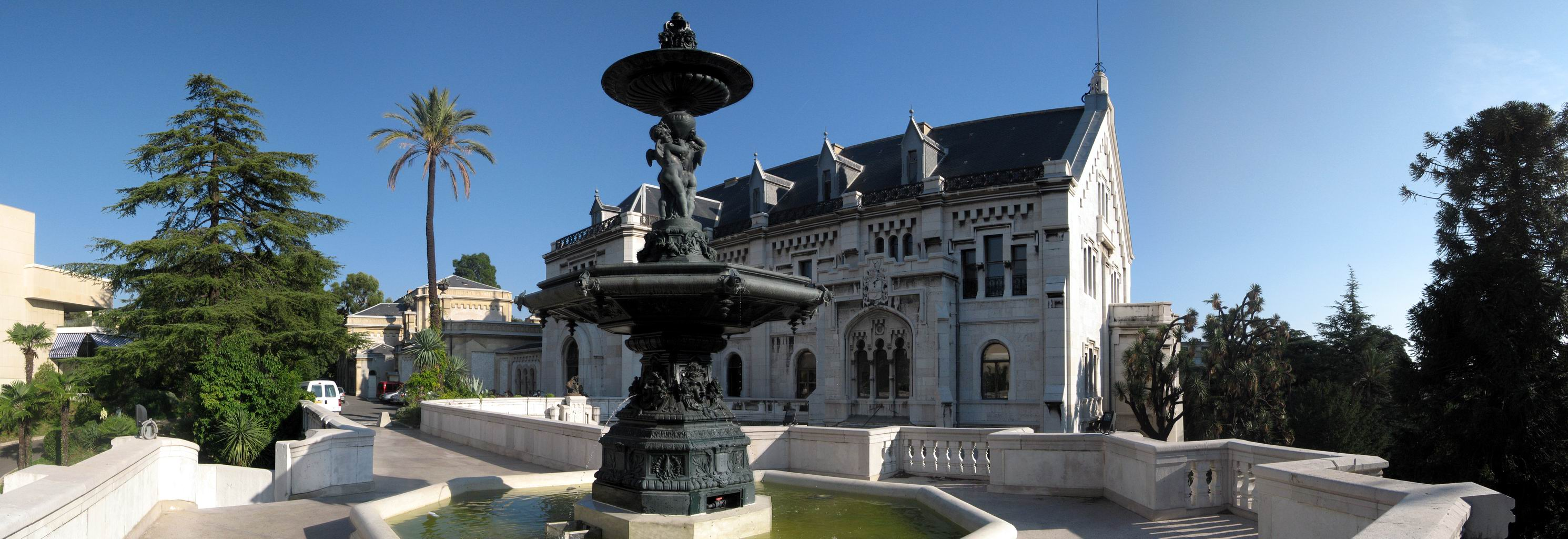
Le « Grand Château » situé sur le campus Valrose.

### Le château et l'université
On y trouve le château de Valrose du baron Paul von Derwies acheté en 1866 pour 12 millions de francs-or. Il abrite à présent la direction de l’université de Nice Sophia Antipolis. Elle se trouve au milieu du parc du même nom qui constitue le campus Valrose, avec les locaux de la faculté des sciences de Nice ainsi que le gymnase Valrose. Le domaine Valrose a été racheté en 1958 par la ville de Nice, pour la somme de 320 millions de francs en 1961. Le propriétaire en était la famille Patiño, celle du prince bolivien de l'étain. Le domaine est rétrocédé à l'État en 1965, qui y établit alors le siège de l'université de Nice.
Jusque-là très paisible, le quartier connaît alors une importante expansion. La faculté est desservie par le percement de l'avenue Joseph Vallot. Les petits commerces qui étaient installés le long du chemin de Valrose, la boucherie du fameux humoriste niçois André Brachetti, dit « Ketty », la boulangerie, le bar, l'épicerie, et les jardins en escalier disparaissent avec l'élargissement de la voie qui devient avenue. Un gymnase et des courts de tennis sont construits. Le quartier vit désormais au rythme de la présence estudiantine.
Au nord du parc Valrose, l'ambassadeur du Brésil en Russie Joseph Ribeiro da Silva, fait l'acquisition vers 1860 d'un domaine de plus de 9 ha, qu'il baptise du nom de parc Liserb (palindrome de Brésil). Détenu par la suite par William Marshall Cazalet (en), ce dernier accueille la reine Victoria lors de ses séjours au Grand Hôtel de Cimiez, puis au Régina Palace à la fin su siècle. Le domaine change alors plusieurs fois de propriétaire de 1923 à 1971. Dans les années 1970, le terrain est divisé en plusieurs lotissement d'habitation.

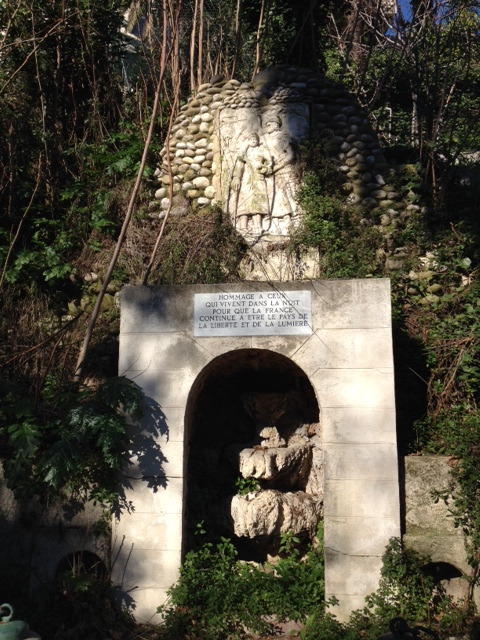
Le monument dédié aux aveugles de guerre

### La Cité des Aveugles de Guerre
En 1924, Samuel L. Goldenberg, entrepreneur américain rescapé du Titanic et sa seconde femme Edwige Garbowska aident Pierre Maurin, conseiller général des Alpes-Maritimes (1919-1927) et président de la cité, à la construction au 75 avenue Valrose sur d'anciennes cressonnières d'un lotissement de seize villas destinées à loger des aveugles de la guerre de 1914-1918. La voirie rend hommage aux combattants de la Grande Guerre : rue des Poilus, avenue du Maréchal Maunoury, l'un des plus prestigieux aveugles de guerre. L'avenue Goldenberg-Garbowska, inaugurée en mai 1929 rappelle les bienfaiteurs de la cité. L'ensemble prend le nom de Cité des Aveugles de Guerre. Un monument qui leur est dédié est édifié autour d'une source au fond de l'avenue Maréchal Maunoury. Une plaque de marbre apposée sur le monument indique : « Hommage à ceux qui vivent dans la nuit pour que la France continue à être le pays de la liberté et de la lumière ». Le déroulement de cérémonies par le passé devant le monument a été signalé. Une protection de la cité a été envisagée par la municipalité niçoise.
Documentaire de 26 min, réalisé par Anne Dorr, sur l'historique de la création de cette cité :
https://www.france.tv/france-5/a-vous-de-voir/5568024-goldenberg-garbowska-et-la-cite-des-aveugles.html

### Autres points d'intérêt
À proximité, dans le quartier Saint-Lambert, se trouve l'église Sainte-Jeanne-d'Arc, édifice religieux d'architecture très moderne ainsi que le centre des finances publiques, rue Joseph-Cadeï.